# IllustStudio
IllustStudio (イラストスタジオ?) es una aplicación de ilustración desarrollado por Celsys, creadores de MangaStudio.

## Historia
Antes de su liberación general, las tabletas Wacom ofrecían de forma gratuita a los compradores del modelo Intuos 4 descargar la versión del 24 de abril de 2009, la edición de paquete se publicó el 29 de mayo de 2009. La versión para descargar se descontinuó el 11 de mayo de 2010. La versión para Mac OS X fue prevista para 2010 pero fue retrasada para primavera de 2011. Actualmente (primavera 2012) aún no ha salido.

## Características
IllustStudio reúne en un único entorno características similares a Autocad, Photoshop, openCanvas y SAI. Ofrece una interfaz altamente personalizable. Cuenta con numerosas herramientas enfocadas a las tabletas digitalizadoras, con distintos tipos de pincel, nivel de presión y corrección de trazos para line art. Está enfocado para el dibujo manga, tanto profesional como amateur.
Está disponible en japonés, inglés y español.

## Formatos de archivo
IllustStudio es compatible con los siguientes tipos de fichero:
- XPG. IllustStudio.
- CPG. ComicStudio.
- PSD. Adobe Photoshop.
- BMP. Windows bitmap.
- JPG. JPEG.
- TGA. TGA.
- PNG. Portable Network Graphics.
- TIFF. Tagged Image File Format.